# Gearbox Software
Gearbox Software, LLC (gearbox, engl. wörtlich Zahnradkasten bzw. Getriebe) ist ein US-amerikanisches Computerspiel-Entwicklungsunternehmen mit Sitz in Frisco, Texas. Es wurde im Januar 1999 von mehreren erfahrenen Spieledesignern (u. a. Randy Pitchford) in Dallas gegründet. Ab Februar 2021 war Gearbox ein Geschäftsbereich der schwedischen Embracer Group. Im März 2024 gab Embracer bekannt, dass Gearbox Entertainment an Take 2 Interactive verkauft wird. Die Übernahme wurde im Juni 2024 vollzogen.

## Unternehmensgeschichte
Nach der Gründung entwickelte das Unternehmen zuerst Spiele für Valve (Half-Life: Opposing Force, Half-Life: Blue Shift). Später übernahmen sie auch Portierungen (Half-Life für PlayStation 2, Tony Hawk’s Pro Skater 3 für PC, 007: Nightfire für PC, Halo: Kampf um die Zukunft für PC und Macintosh) für andere Unternehmen.
Als erstes Spiel arbeitete das Entwicklungsstudio an dem taktischen Ego-Shooter Brothers in Arms: Road to Hill 30, der im Zweiten Weltkrieg angesiedelt ist. Publisher Ubisoft veröffentlichte das Spiel im Frühjahr 2005. Der Nachfolger Brothers in Arms: Earned in Blood erschien rund sieben Monate später und hat neue Einzelspielermissionen, verbesserte Künstliche Intelligenz, mehr taktische Tiefe sowie EAX-4.0-Unterstützung. Wegen der marginalen Verbesserungen wurde Brothers in Arms: Earned in Blood von Spielern scherzhaft auch „Brothers in Arms 1.5“ genannt. Der dritte Teil der Brothers-in-Arms-Reihe hört auf den Titel Hell’s Highway, wurde für Xbox 360, PlayStation 3 und den PC entwickelt und im Herbst 2008 veröffentlicht. Als Grafikgerüst wurde die Unreal Engine 3 benutzt. Für den deutschen Markt waren Anpassungen notwendig.
Seit 2006 produzierte Gearbox im Auftrag von Sega Aliens: Colonial Marines, einen Ego-Shooter der auf den Alien-Filmen basiert. Des Weiteren wurde Ende Oktober 2009 das Spiel Borderlands veröffentlicht, das im Auftrag von 2K Games entwickelt wurde. Dabei handelt es sich um einen postapokalyptischen Shooter, der mit zahlreichen RPG-Elementen versehen wurde. Borderlands ist im Cel-Shading-Look gehalten und konnte Kritiker und Spieler überzeugen.
Am 3. September 2010 gab Gearbox Software über sein Twitter-Benutzerkonto bekannt, dass es die Entwicklungsarbeiten an Duke Nukem Forever übernommen habe. Das Spiel wurde zuvor seit zwölf Jahren von 3D Realms entwickelt, jedoch scheiterte das Studio am 6. Mai 2009 endgültig aus finanziellen Gründen an der Fertigstellung. Das Spiel erschien im Juni 2011 nach 14 Jahren Entwicklungszeit, konnte die Erwartungen der Fans und Kritiker jedoch nicht erfüllen. Im September 2012 wurde Borderlands 2 veröffentlicht, welches überwiegend sehr gute Kritiken erhielt und auf Metacritic das höchstbewertete Spiel des Studios ist. Im Februar 2013 wurde nach mehrjähriger Entwicklung Aliens: Colonial Marines veröffentlicht, welches negativ bewertet wurde und zum am schlechtesten bewerteten Titel von Gearbox avancierte. Bemängelt wurde hauptsächlich die Grafik, die deutlich schwächer war als in den Vorschauversionen, die auf der E3 präsentiert wurden. Als Folge darauf wurden Gearbox und Verleger Sega in Kalifornien wegen irreführender Werbung verklagt. Im Herbst 2014 veröffentlichte Gearbox gemeinsam mit 2K Australia das Borderlands-2-Spinoff Borderlands: The Pre-Sequel.
Ruhiger wurde es um das Projekt Furious 4, welches 2011 ursprünglich als Spin-off zur Brothers-in-Arms-Reihe angekündigt war. Im Juli 2015 gab Pitchford bekannt, dass Furious 4 eingestellt wurde. Neben der Brothers-in-Arms-Reihe will Gearbox auch die Duke-Nukem-Marke weiter ausbauen und sucht einen Partner für die Entwicklung, bislang wurden aber noch keine neuen Ableger angekündigt. 2016 veröffentlichte Gearbox anlässlich des 20. Jubiläums von Duke Nukem 3D die erweiterte Neuauflage 20th Anniversary World Tour für PC, Xbox One und PlayStation 4.
Nach der Insolvenz und anschließenden Zerschlagung THQs übernahm Gearbox nach einer Versteigerung am 15. April 2013 für 1,35 Millionen US-Dollar die Rechte an der Echtzeit-Strategieserie Homeworld. Darauf stellte Gearbox HD-Neuauflagen der Spiele in Aussicht, die im Februar 2015 über digitale Vertriebswege sowie als umfangreiche Sammlerausgaben erschienen sind. Den Vertrieb übernahm Ubisoft.
Im Juli 2014 kündigte Gearbox mit Battleborn eine neue Marke an, welche das im E-Sport populäre MOBA-Genre mit dem des First-Person Shooters verbindet. Die Story des teambasierten Shooters handelt davon, dass man den letzten noch existierenden Planeten schützen muss. Hierbei kann man zu Beginn aus fünf Helden wählen und eine bisher unbekannte Zahl an weiteren Charakteren freischalten. Das Spiel erschien im Mai 2016 über 2K Games. Nachdem die Verkaufs- und Spielerzahlen hinter den Erwartungen zurückblieben, kündigte Gearbox im September 2017 an, keine Inhalte und Updates mehr für Battleborn anzubieten.
Seit April 2016 wurde mehrfach bestätigt, dass Gearbox Software an einem neuen Borderlands arbeitet. Offiziell angekündigt wurde die Fortsetzung noch nicht. Im Februar 2018 deutete Publisher 2K Games eine Veröffentlichung im Fiskaljahr 2018/19 an.
Neben einem weiteren Borderlands-Ableger arbeitet Gearbox auch an einem neuen Teil der Brothers-in-Arms-Reihe. Die Entwicklung wurde auf der E3 2017 bekannt gegeben.
Anfang 2019 erregte das Unternehmen Aufmerksamkeit, als bekannt wurde, dass der Studio-Leiter Randy Pitchford und sein langjähriger Freund Wade Callender, der ehemalige Anwalt von Gearbox, sich gegenseitig verklagen. Gearbox warf Callender vor, Firmengelder veruntreut zu haben. Wade Callender hingegen behauptete, Pitchford habe einen Zwölf-Millionen-Dollar-Bonus für Borderlands auf sein privates Konto abgezweigt und darüber hinaus einen USB-Stick mit sensiblen Firmendaten und Kinderpornografie in einem Restaurant verloren. Gearbox dementierte die Vorwürfe gegen CEO Randy Pitchford als haltlos und ohne rechtliche Grundlage. Im Oktober 2019 wurden die Klagen beiderseits zurückgezogen, da es sich um „Missverständnisse“ gehandelt habe.
Anfang Februar 2021 gab die schwedische Embracer Group die Übernahme von Gearbox bekannt. Für die Übernahme zahlte der schwedische Publisher 363 Millionen US-Dollar in bar und Aktien, mit der Aussicht auf weitere 1,015 Milliarden Dollar beim Erreichen gewisser Unternehmensziele. Gearbox wurde als siebter eigenständiger Geschäftsbereich in die Embracer Group eingegliedert.
Im Zuge eines tiefgreifenden Umstrukturierungsprozesses der Embracer Group wurde im März 2024 bekannt, dass Gearbox Software, mehrere Tochterfirmen und ausgewählte Markenrechte (darunter Borderlands, Homeworld und Duke Nukem) von Take 2 Interactive, Mutterkonzern von 2K Games, für 460 Millionen Dollar übernommen werden.

## Gearbox Publishing
Seit 2016 tritt das Unternehmen auch vermehrt als Publisher in Erscheinung. Das Label Gearbox Publishing veröffentlichte bislang Homeworld: Deserts of Kharak, Neuauflagen von Duke Nukem 3D und Bulletstorm und übernahm die Distribution von Fortnite und den Indie-Spielen Hello Neighbor und We Happy Few. Der kommende Brothers-in-Arms-Ableger soll über das hauseigene Publishing-Label erscheinen.
Am 30. August 2019 gab das Unternehmen als Rechteinhaber der Homeworld-Lizenzrechte indirekt den Release-Termin für die Fortsetzung der Homeworld-Saga, die als Urvater des 3D-Echtzeit-Strategie-Genre gilt, via Twitter zum 4. Quartal 2022 bekannt. Über die Crowdfunding-Plattform Fig sollen sich die Fans bereits in der frühen Entwicklungsphase des Spiels beteiligen können. Der Spielentwickler Blackbird Interactive, deren Gründer auch bereits an den ursprünglichen Homeworld-Spielen beteiligt waren, ist für die tatsächliche Umsetzung verantwortlich.
Am 21. April 2022 wurde bekannt gegeben, dass alle Spiele unter Perfect World Entertainment nun unter dem Label Gearbox Publishing San Francisco geführt werden.
Nach Abspaltung von der Embracer Group gehört Gearbox Publishing seit Juni 2024 zu Take 2 Interactive. Nicht von der Übernahme betroffen war Gearbox Publishing San Francisco, das bereits seit April 2024 als Arc Games firmiert und die Rechte an Remnant und anstehenden Titeln wie Hyper Light Breaker behielt.

## Veröffentlichte Spiele
Als Entwickler:
- Half-Life: Opposing Force (1999)
- Half-Life: Blue Shift (2001)
- Half-Life (2001, PS2-Fassung)
- Tony Hawk’s Pro Skater 3 (2002, PC-Version)
- 007: Nightfire (2002)
- Brothers in Arms: Road to Hill 30 (2005)
- Brothers in Arms: Earned in Blood (2005)
- Brothers in Arms: Hell’s Highway (2008)
- Brothers in Arms: Double Time (2008)
- Borderlands (2009)
- Duke Nukem Forever (2011)
- Borderlands 2 (2012)
- Aliens: Colonial Marines (2013)
- Borderlands: The Pre-Sequel (2014, co-entwickelt mit 2K Australia)
- Battleborn (2016)
- Duke Nukem 3D: 20th Anniversary World Tour (2016, co-entwickelt mit Nerve Software)
- Borderlands 3 (2019)
- Tiny Tina’s Wonderlands (2022)

Als Publisher:
- Homeworld Remastered Collection (2015)
- Homeworld: Deserts of Kharak (2016)
- Duke Nukem 3D: 20th Anniversary World Tour (2016)
- Bulletstorm: Full Clip Edition (2017)
- Fortnite  (2017, Distribution mit Deep Silver)
- Hello Neighbor (2017)
- We Happy Few (2018)
- Astroneer (2019, PS4- und Xbox-One-Version)[27]
- Risk of Rain 2 (2020)
- Godfall (2020)
- Tribes of Midgard (2021)
- Eyes in the Dark: The Curious Case of One Victoria Bloom (2022)
- Risk of Rain Returns (2023)
- Relic Hunters Legend (2023)
- Blanc (2023)
- Homeworld 3 (2024)